# Lophoceros bradfieldi
Lophoceros bradfieldi е вид птица от семейство Носорогови птици (Bucerotidae).

## Разпространение
Видът е разпространен в Ангола, Ботсвана, Замбия, Зимбабве и Намибия.